# Skive AM
Skive AM (SAM) hvis fulde navn er Skive atletik- og motionsklub blev skabt den 28. marts 1901. Klubben er derved en af Danmarks ældste klubber.
Skive AM hører hjemme på Skive Stadion / Sparbank Arena  på adressen Engvej 19 7800 Skive. 
SAM består følgende afdelinger: Atletik, Motionsløb, Orienteringsløb, Triathlon og Rulleskøjter. 

## Udvikling I Klubben
Skive AM byggede 2007 et nyt indendørsstadion, som er Danmarks første internationale godkendte indendørsstadion. Banen omfatter en indendørs 200 meter rundbane med hævede sving. I midten af banen ligger en 60 meter løbebane, hvor der også er optegnet tennisbaner, som benyttes af Skive Tennis Klub.  Derudover er der moderne anlæg for stangspring, højdespring, længdespring, trespring, kuglestød og vægtkast.
For at holde udgifterne nede har  hallen været uopvarmet, men i 2015 er man klar til at påbegynde et længe planlagt isoleringsprojekt, så man ikke skal varme hallen op med dyre varmeblæsere.
I 2013 blev klubbens atletikafdeling udvalgt af Dansk Atletik Forbund (DAF) til at danne ramme om et af tre talentcentre for atletikken i Danmark. De to øvrige centre ligger begge på Sjælland - i Hvidovre og på Amager.
I 2015 deltager atletikherrerne i Danmarksturneringens Elitedivision, mens damerne deltager i 1.division Vest. Klubben har ca. 700 medlemmer.